# Роберт Джон Мейтленд
Роберт Джон Мейтленд (англ. Bob Maitland, 31 березня 1924 — 26 серпня 2010) — британський велогонщик.
Срібний призер Олімпійських Ігор 1948 року в командній шосейній гонці.